# Кравець та вовк
«Кравець та вовк» — українська народна казка про вовка. Казка загалом є скороченою версією казки по Бідного вовка Записана у с. Миколаїв Борзнянского повіту, та була опубліковувана у Чернігівських губернських відомостях 1860 року, звідки потрапила до збірників казок Івана Рудченко та Олександра Афанасьєва.

## Сюжет
Казка розповідає про голодного вовка, який намагається знайти їжу, звертаючись до Бога за допомогою. Бог дав йому пораду, але вовк постійно зазнає невдачі через свою наївність і дурість. Він намагається з'їсти кобилу, барана, свиню, кравця, а у кінці гине від інших вовків.

## Казковий тип
Відповідно до системи Аарне–Томпсона, розробленої у 1910 році, казка відповідає типу ATU 122A «Вовк шукає їжу» (англ. Wolf Seeks Breakfast).